# Démographie de la Serbie
Cet article contient des cartes et des statistiques sur la démographie de la Serbie.
L'institut de Statistique de Serbie a hérité des catégories instituées par la Yougoslavie de Tito. Ses critères ne sont pas forcément ceux des linguistes et des démographes internationaux, car ils introduisent des notions politiques dans la reconnaissance culturelle. Il en est ainsi de la définition d'une nationalité (narodni) monténégrine différente de la serbe alors que les uns comme les autres parlent la même variante de serbo-croate et pratiquent le même christianisme orthodoxe, ou macédonienne différente de la bulgare alors que les uns comme les autres sont bulgarophones et orthodoxes, ou encore « serbe de langue romane » différente de la roumaine alors que les uns comme les autres sont roumanophones et orthodoxes. Ces catégorisations expriment la volonté politique du parti communiste de justifier l'autonomie du Monténégro au sein de la Yougoslavie, l'appartenance de la Macédoine à cette même Yougoslavie, et dans le cas des Roumains, l'accord de reconnaissance réciproque des minorités avec la Roumanie portant uniquement sur les populations de Voïvodine et du Banat, mais pas sur celles des Portes de Fer de part et d'autre du Danube. Enfin, la définition tardive d'une « nationalité musulmane » (sur critère religieux, dans un État communiste officiellement athée) concernait seulement les serbocroates musulmans de Bosnie-Herzégovine mais pas ceux de Serbie ni du Monténégro : ces derniers, surnommés goranes ou sandjakis, n'apparaissaient donc pas dans les statistiques.
Par ailleurs la diaspora serbe, en comptant les Serbes vivant dans les anciennes républiques yougoslaves voisines, représente environ 4 millions de personnes. La diaspora dans les autres pays d'Europe, d'Amérique du Nord et d'Océanie a réinvesti en Serbie via des transferts 2,4 milliards de dollars des États-Unis en 2005.

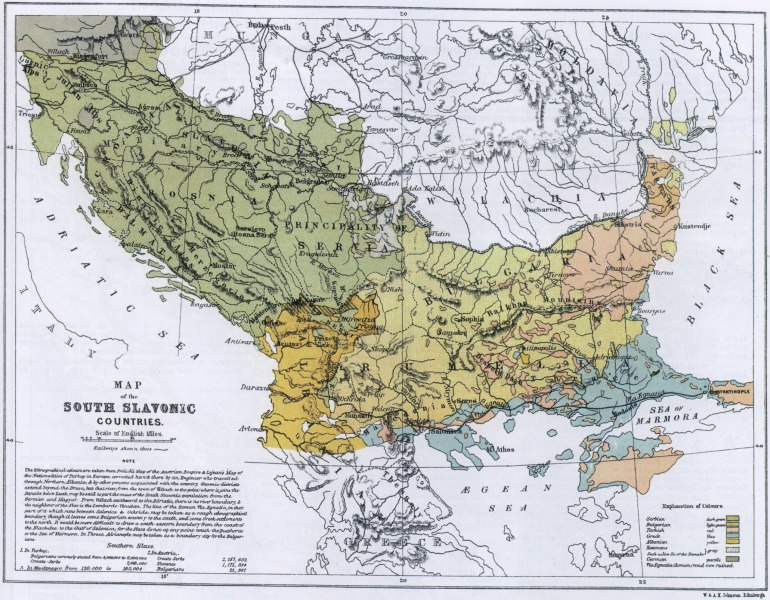
1867
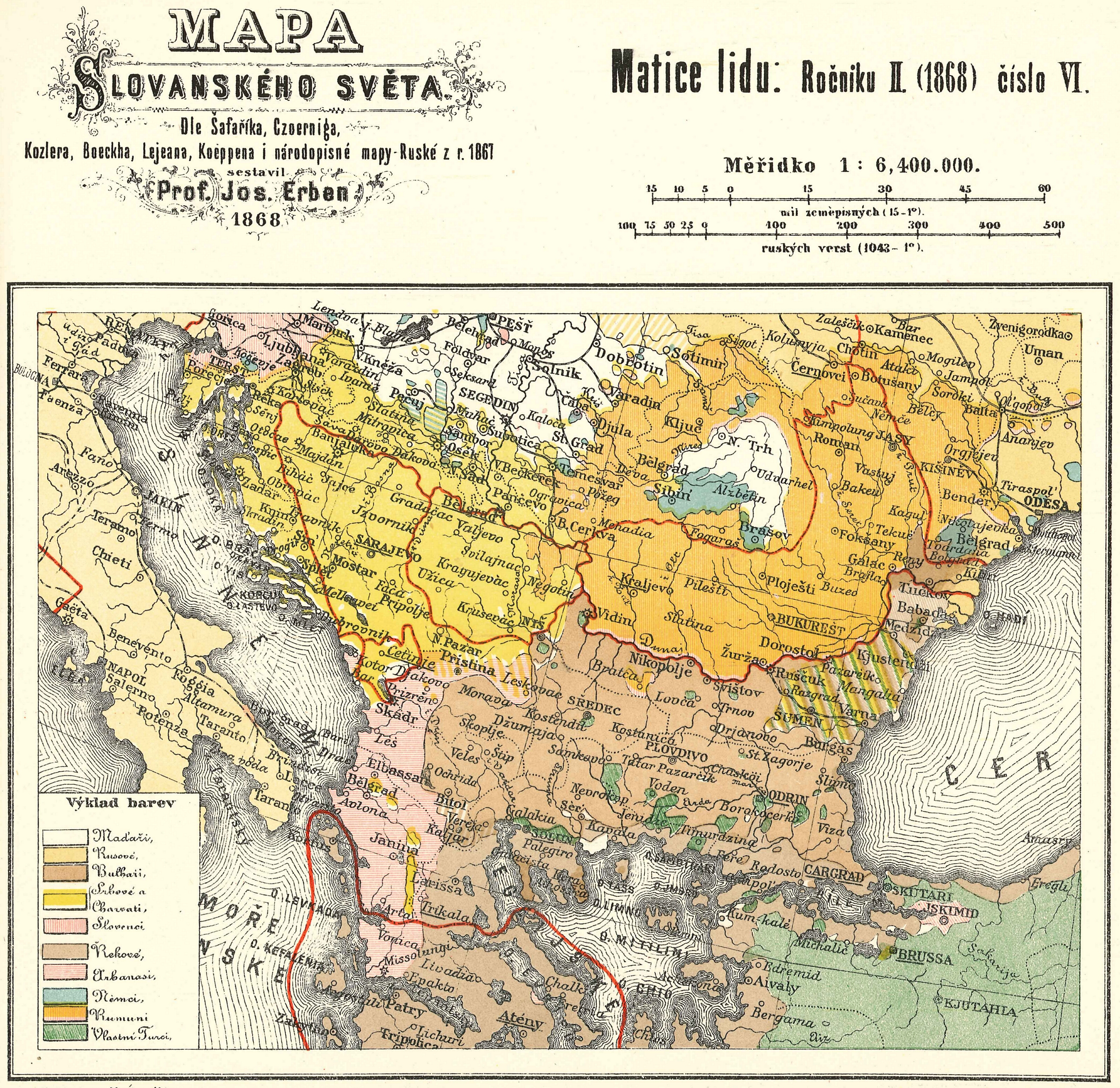
1868
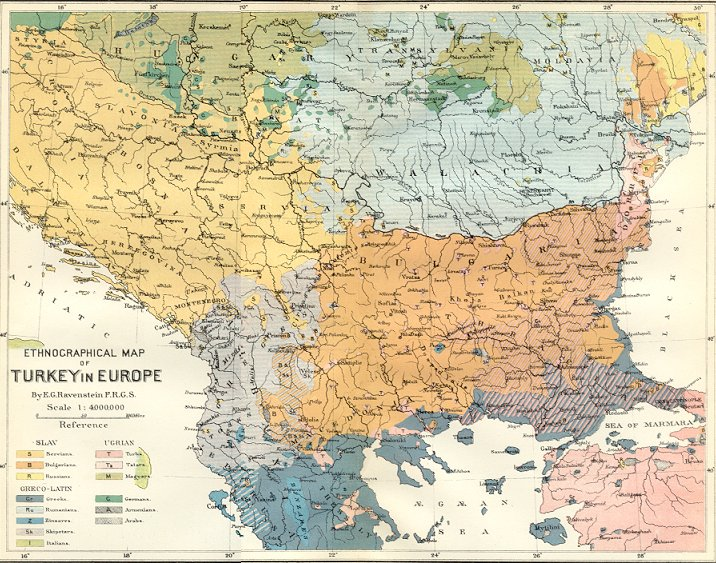
1880
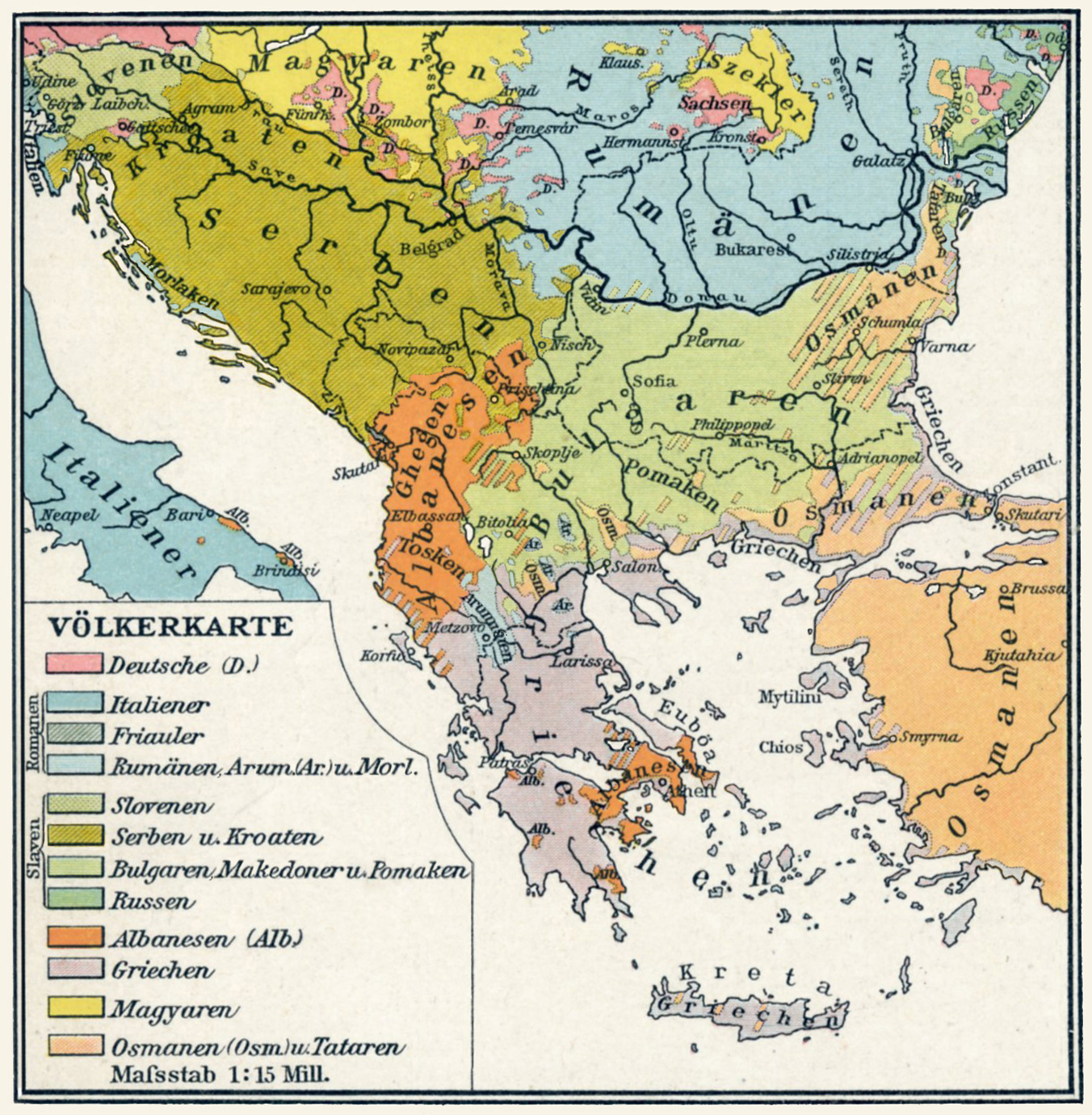
1908
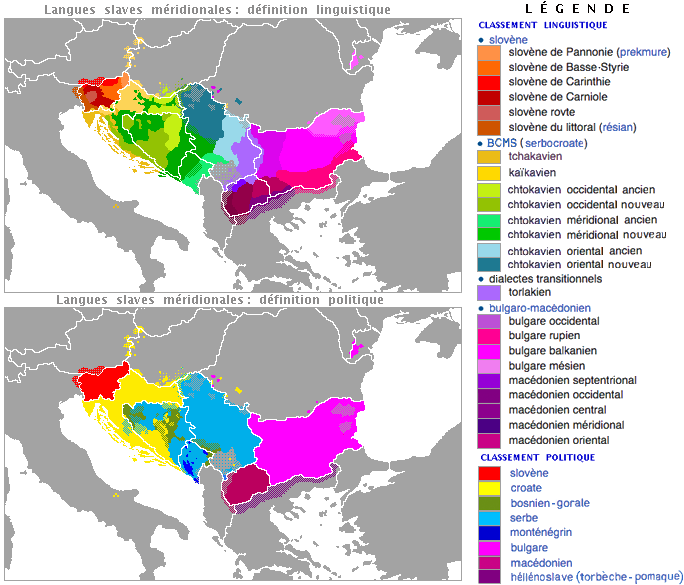
En bas, le serbe parmi les langues slaves méridionales (bleu)
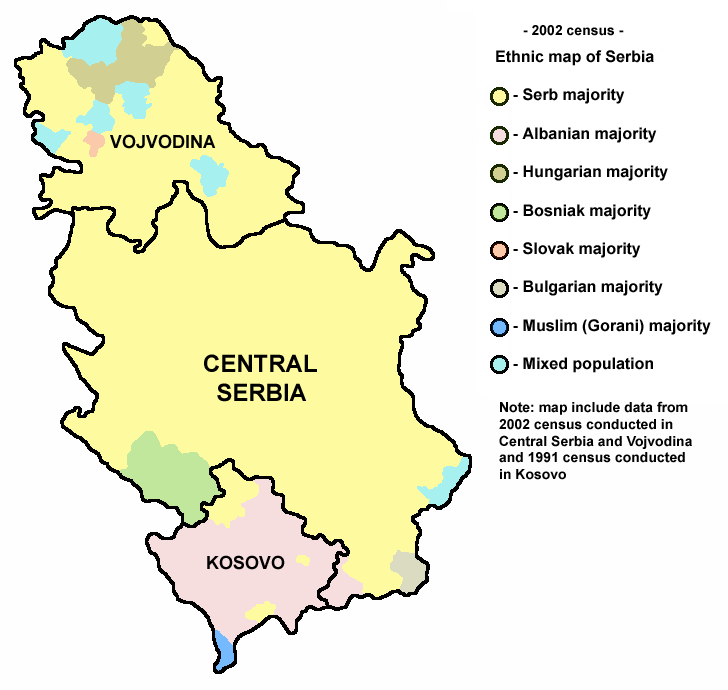
2002
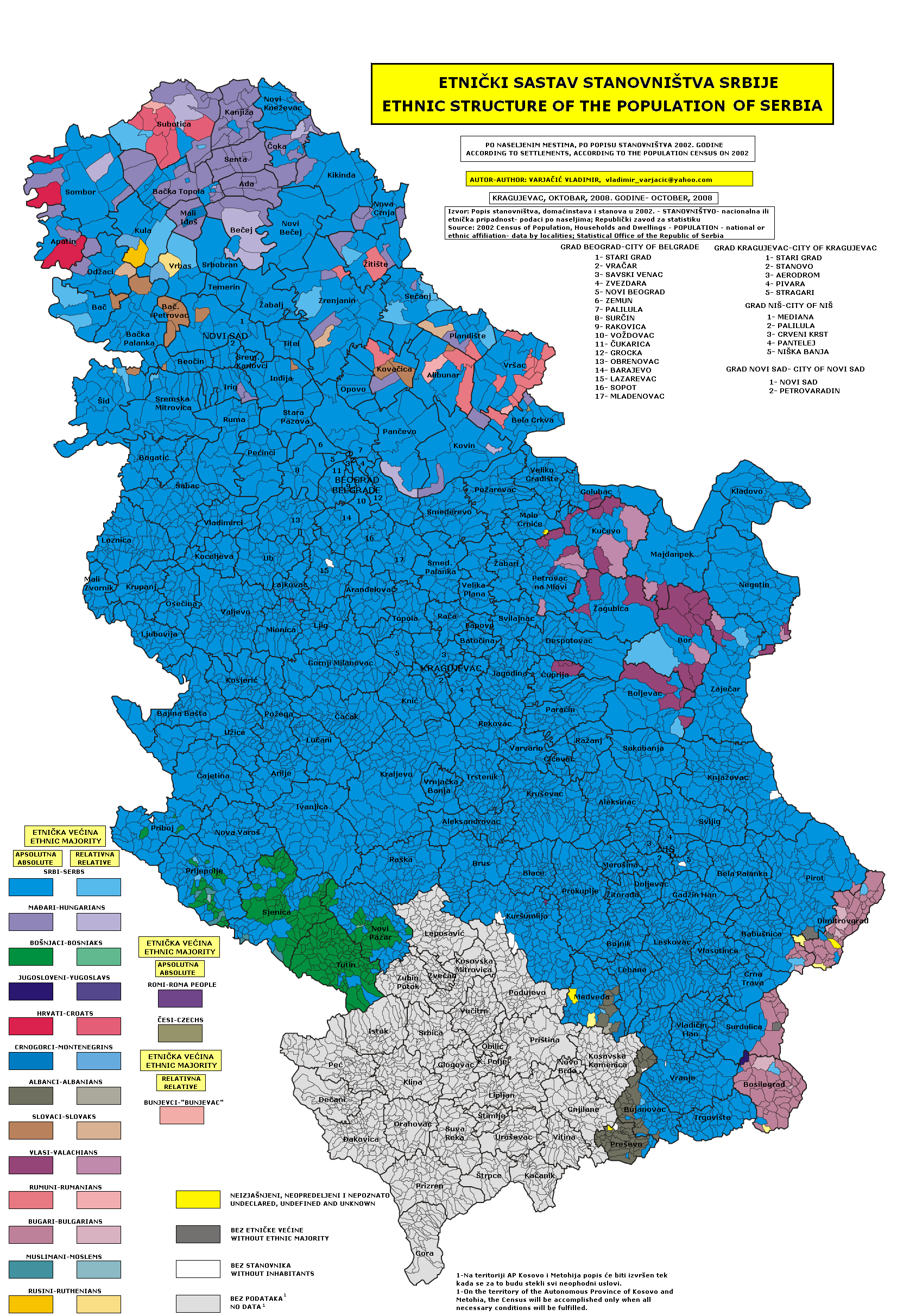
2002
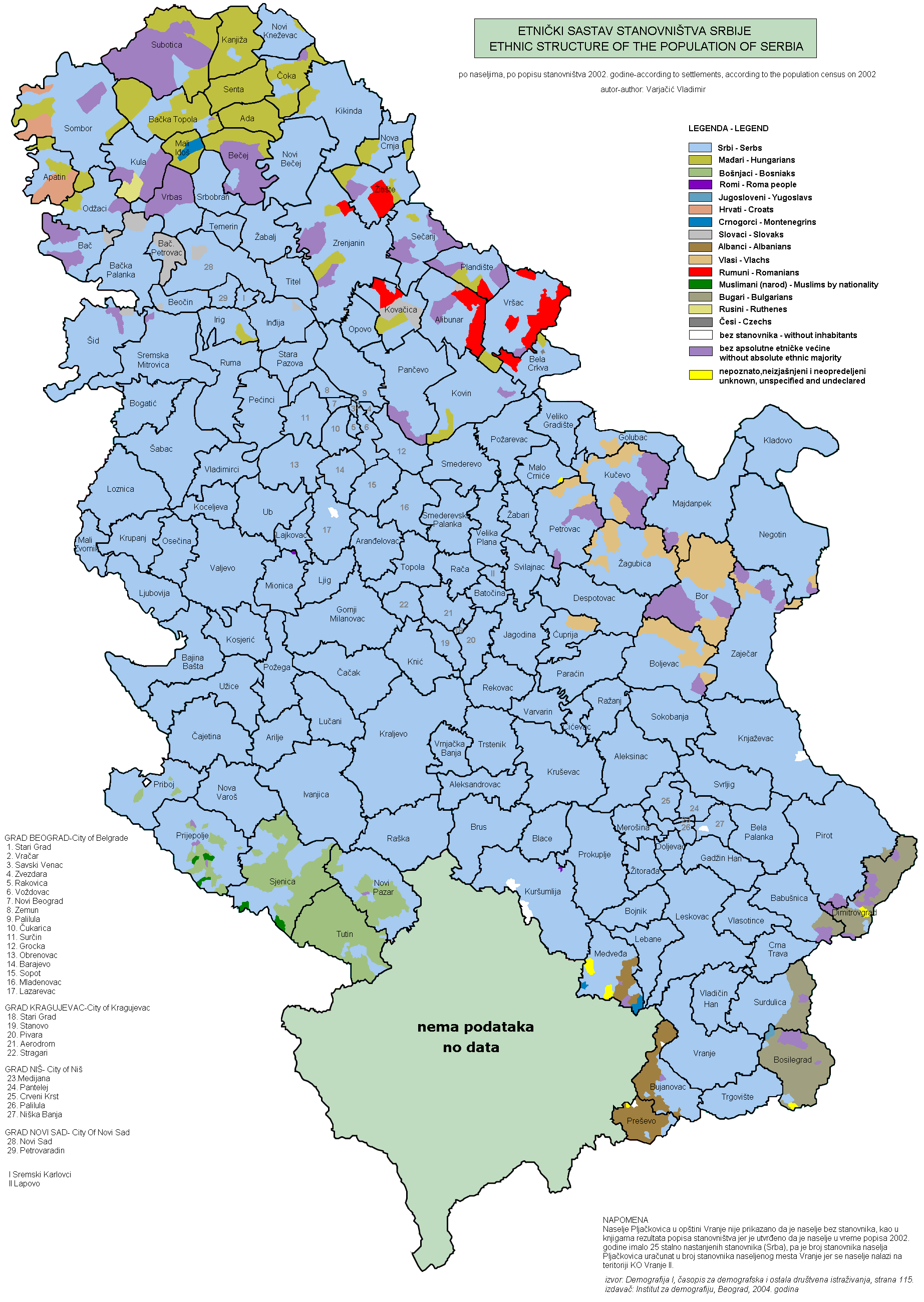
2002

## Statistiques
|      | Population (en milliers) | Naissances | Morts  | Solde naturel | Taux de natalité (pour 1000) | Taux de mortalité (pour 1000) | Solde naturel (pour 1000) |
| ---- | ------------------------ | ---------- | ------ | ------------- | ---------------------------- | ----------------------------- | ------------------------- |
| 1900 | 2 470                    | 105 000    | 58 000 | 47 000        | 42,4                         | 23,5                          | 18,9                      |
| 1905 | 2 660                    | 100 000    | 65 000 | 35 000        | 37,3                         | 24,8                          | 2,5                       |
| 1910 | 2 870                    | 112 000    | 64 000 | 48 000        | 39,0                         | 22,4                          | 16,6                      |
| 1912 | 2 980                    | 114 000    | 63 000 | 51 000        | 38,3                         | 21,1                          | 17,1                      |

|      | population (x 1 000) | Naissances | Morts   | Solde naturel | Taux de natalité (pour 1 000) | Taux de mortalité (pour 1 000) | Solde naturel (pour 1 000) | indice de fécondité | Avortements déclarés |
| ---- | -------------------- | ---------- | ------- | ------------- | ----------------------------- | ------------------------------ | -------------------------- | ------------------- | -------------------- |
| 1950 | 5 970                | 163 297    | 76 851  | 86 446        | 27,4                          | 12,9                           | 14,5                       | 3,51                |                      |
| 1955 | 6 358                | 140 396    | 65 179  | 75 217        | 22,1                          | 10,3                           | 11,8                       | 2,81                |                      |
| 1960 | 6 635                | 119 298    | 61 872  | 57 426        | 18,0                          | 9,3                            | 8,7                        | 2,56                | 81 516               |
| 1965 | 6 916                | 106 699    | 58 856  | 47 843        | 15,4                          | 8,5                            | 6,9                        | 2,43                |                      |
| 1970 | 7 171                | 102 453    | 67 211  | 35 242        | 14,3                          | 9,4                            | 4,9                        | 2,40                |                      |
| 1975 | 7 401                | 112 945    | 69 590  | 43 355        | 15,3                          | 9,4                            | 5,9                        | 2,35                |                      |
| 1980 | 7 688                | 109 597    | 76 180  | 33 417        | 14,3                          | 9,9                            | 4,3                        | 2,26                |                      |
| 1985 | 7 759                | 101 938    | 81 836  | 20 102        | 13,1                          | 10,5                           | 2,6                        | 2,22                | 214 806              |
| 1990 | 7 806                | 90 590     | 85 932  | 4 658         | 11,6                          | 11,0                           | 0,6                        | 2,11                |                      |
| 1995 | 7 837                | 86 236     | 93 933  | -7 697        | 11,0                          | 12,0                           | -1,0                       | 1,70                | 92 785               |
| 2000 | 7 516                | 73 764     | 104 042 | -30 278       | 9,8                           | 13,8                           | -4,0                       | 1,48                | 42 322               |
| 2005 | 7 441                | 72 180     | 106 771 | -34 591       | 9,7                           | 14,3                           | -4,6                       | 1,45                | 26 645               |
| 2010 | 7 291                | 68 304     | 103 211 | -34 907       | 9,4                           | 14,2                           | -4,8                       | 1,39                | 22 092               |